# Chant VIII du Paradis
Le Chant VIII du Paradis est le huitième chant du Paradis de la Divine Comédie du poète florentin Dante Alighieri. Il se déroule dans le ciel de Vénus où résident les esprits aimants, nous sommes dans l'après-midi du 13 avril 1300 ou du 30 mars 1300.

## Thèmes et contenus

### Le Ciel de Vénus: versets 1-30
Dans l'Antiquité, les païens attribuaient à Vénus l'influence de l'amour sensuel (« folie ») et c'est pourquoi ils lui consacraient des sacrifices et des prières ; ils honoraient sa mère Dioné et son fils Cupidon et donnaient le nom de la déesse à la planète qui accompagne le soleil le matin (Lucifer) et le soir (Vespero). Dante ne se rend compte qu'il est passé du ciel de Mercure à celui de Vénus que par la beauté accrue de Béatrice. Dans la luminosité diffuse du troisième ciel, il distingue des lumières individuelles se déplaçant avec une rapidité différente, peut-être, croit-il, en relation avec l'intensité de la vision intérieure que chaque âme a de Dieu. Les âmes interrompent leur mouvement circulaire et s'approchent à la vitesse de l'éclair en chantant « Hosanna ».

### Charles Martel de Hongrie: versets 31-84
Une des âmes s'approche, manifestant sa joie de pouvoir satisfaire tous les désirs de Dante et explique qu'elles appartiennent toutes au troisième ciel dont Dante lui-même a parlé dans le premier chant du Convivio (Voi che 'ntendendo il terzo ciel movete). Dante, avec l'assentiment de Béatrice, demande à l'âme qui elle est, et celle-ci s'illumine de joie lorsqu'elle commence à parler. C'est Charles Martel d'Anjou, qui ne se dévoile pas directement, mais exprime le regret de sa courte vie qui l'a empêché de montrer pleinement son affection à Dante. Il indique ensuite les territoires qui, s'il n'était pas mort prématurément, auraient été soumis à son autorité : la Provence, l'Italie du Sud, la Hongrie. En Sicile, ses descendants auraient régné, si l'incurie des Angevins n'avait pas provoqué la révolte des Vêpres. Cela devrait être un avertissement pour son frère Robert, roi de Naples, dont la cupidité pourrait aggraver excessivement les charges qui oppressent déjà ses sujets.

### Sur la diversité des caractères humains: versets 85-148
Dante répond en exprimant sa joie et sa gratitude à son ami ; il lui demande ensuite « comment il se fait qu'un fruit amer puisse descendre d'une graine douce », c'est-à-dire une mauvaise progéniture d'une bonne. La providence divine, répond Charles, se manifeste dans les cieux comme la capacité d'influencer les créatures en les dirigeant vers une fin juste voulue. S'il n'en était pas ainsi, les influences des cieux seraient ruineuses, ce qui ne peut être le cas puisque les cieux sont guidés par des intelligences angéliques créées par Dieu lui-même.
Le dialogue se poursuit par des questions et des réponses, dont on déduit que la nature humaine trouve son épanouissement dans la vie en société, ce qui implique d'assumer différentes fonctions. Par conséquent, différentes aptitudes sont nécessaires : par exemple, certains sont nés législateurs comme Solon et d'autres comme Xerxès dirigeants, certains religieux comme Melchisédech et d'autres scientifiques comme Dédale. Ces aptitudes proviennent de l'influence des cieux, qui ne font pas de distinction entre les familles : d'où les tempéraments différents entre frères (Ésaü et Jacob) ou entre père et fils. Si la nature rencontre alors des circonstances (« chance ») discordantes par rapport à elle-même, elle se porte mal comme une graine dans un sol inadapté. Charles Martel conclut par une remarque polémique sur ceux qui ne respectent pas les aptitudes naturelles de leurs enfants et font des rois « d'un tel sermon » (une allusion à son frère Robert).

## Analyse
La première partie du Chant VIII, après les références savantes à la valeur ambivalente de Vénus, crainte et en même temps honorée par les païens, présente, dans un flamboiement de lumière et dans l'harmonie des Chants, une foule d'âmes se mouvant en pleine harmonie selon le mouvement circulaire que leur impriment les anges qui gouvernent le troisième ciel (ce sont les Principautés, et non plus les Trônes comme Dante l'avait prétendu dans le Convivio). De cet hôte, une âme se détache et s'adresse à Dante avec des accents d'affection et d'amitié, en citant un texte poétique appartenant au Convivio. La situation n'est pas sans rappeler le Chant V de l'Enfer, lorsque Paolo et Francesca se détachent des rangs des luxurieux. Ce Chant du Paradis, comme le suivant, est également lié au thème de l'amour, mais le développe naturellement dans une direction très différente de celle du Chant de l'Enfer.
À Charles Martel, en effet, après avoir exprimé sa gratitude pour son accueil, Dante pose un doute découlant directement des paroles du noble angevin, à savoir comment un descendant vicieux peut naître d'une lignée vertueuse. La réponse de Charles est une vaste argumentation selon laquelle les astres et leur influence trouvent leur place dans le cadre d'un plan providentiel ; il se penche ensuite sur les caractéristiques de l'homme, considéré aristotéliciennement comme un être social, et réfléchit au fait qu'une société bien ordonnée requiert la concomitance de différentes fonctions, à leur tour l'expression de différentes aptitudes. Mais si les aptitudes naturelles, au lieu d'être guidées et valorisées, sont réprimées et déviées par la force, il ne peut en résulter pour la société que des désordres .
Le Chant propose donc, à travers le personnage de Charles Martel, une imbrication de thèmes majeurs, entre histoire et providence, entre nature et société. Ils sont développés avec une rigueur formelle et aussi avec les accents de regret de celui qui aurait pu être un exemple de bonne gouvernance, si sa vie n'avait pas été trop courte. Les passages polémiques ne manquent pas, comme dans les versets 73 (mala segnoria), 76-84, 144-148. Dans ces trois cas, la cible de la polémique est la même, à savoir Robert d'Anjou, le frère dégénéré de Charles.